# Luc Brewaeys
Luc Brewaeys (Mortsel, 25 augustus 1959 – Antwerpen 18 december 2015) was een Belgisch componist, pianist, dirigent en muziekregisseur bij de VRT.

## Biografie
Als kind raakte Luc Brewaeys mateloos geboeid door Le Sacre du printemps van Igor Stravinsky. Het zette hem ertoe aan zijn studies compositie aan te vatten bij André Laporte in het Koninklijk Conservatorium Brussel, waarna hij deze voortzette bij Franco Donatoni in Siena (Italië), Brian Ferneyhough in Darmstadt (Duitsland) en Tristan Murail in Parijs (Frankrijk). Tussen 1980 en 1984 had hij regelmatig contact met Iannis Xenakis en hij had ook een bijzonder hechte band met de Britse componist Jonathan Harvey.
In 1985 ontving Luc Brewaeys met zijn Symphony n°1 “…, e poi c’era…” de 3de Prijs van de Europese Wedstrijd voor Jonge Componisten in Amsterdam. Een jaar later ontving hij voor datzelfde werk de 1ste Prijs in de categorie jonge componisten van de Internationale Tribune van Componisten van de UNESCO in Parijs. In 1988 werd hij al bekroond met de “Prix de Musique Contemporaine du Quebec” voor zijn volledige oeuvre tot dan toe. Brewaeys’ carrière was gelanceerd: prijzen, compositie-opdrachten en residenties in binnen- en buitenland volgend elkaar op. In 1988-89 was hij Composer in Residence in DeSingel (Antwerpen), in 1989 gastcomponist van de vierde Week voor Hedendaagse Muziek in het Conservatorium Gent en in 1991-92 Composer in Residence van de stad Saint-Nazaire in Frankrijk.
In 1993 kreeg hij de bijzondere opdracht een compositie te schrijven voor de opening van Antwerpen Culturele hoofdstad van Europa. De uitvoering van zijn werk Talisker, speciaal geschreven in functie van  de architectuur en uitzonderlijke resonantie van de grote hal van het Station Antwerpen-Centraal (met een echo van zeven seconden) kreeg een ongeziene publieke belangstelling. In 1996 bekroonde de Belgische Muziekpers Brewaeys voor de opname van zijn (tot dan toe) volledige symfonische werk door het Filharmonisch Orkest van Vlaanderen onder leiding van Arturo Tamayo, die de meeste van zijn werken gedirigeerd heeft. In februari en december 1998 gaf hij masterclasses in compositie en directie aan de Universiteit van Aveiro (Portugal). In 1999 ontving hij de Cultuurprijs “Blanlin-Evrart” van de Katholieke Universiteit Leuven voor zijn volledige oeuvre. Van 1998 tot 2000 was Brewaeys professor compositie en orkestratie aan het Conservatorium Gent. In 2001 was hij in residentie bij het ensemble I Fiamminghi en bij het festival "Dicht bij huis" in Tilburg, waar elf van zijn werken werden uitgevoerd (in sommige daarvan trad hij zelf op als dirigent of pianist). In 2003-04 was hij Composer in Residence bij Bozar - Paleis voor Schone Kunsten in Brussel en een van de centrale componisten van het Ars Musica festival. In 2007 was hij de centrale componist van het November Music festival in 's-Hertogenbosch en in 2009 Composer in Residence in Montreal in Canada en gastdocent aan het Rotterdams Conservatorium. In 2008 werd Brewaeys voor zijn verwezenlijkingen en artistieke carrière verkozen tot lid van de Koninklijke Vlaamse Academie van België voor Wetenschappen en Kunsten.
De componist gebruikte een uitermate gevarieerd instrumentarium (onder meer veel slagwerk) en schuwde het experiment niet. In zijn werkenlijst vallen humoristische titels als Very Saxy, Fasten Seat Belts ! Nightmare for Orchestra en Fêtes à tensions op, zij zeggen iets over de manier waarop Luc Brewaeys in het leven stond. Hij noemde ook een hele reeks composities naar zijn favoriete single malt whisky’s. Als uiterst geraffineerd 'geluidenmaker' begreep hij de geluidskleur van een instrument als geen ander. Hij wendde ook minder voor de hand liggende klankbronnen aan. zoals een mazouttank, een badkuip of een kartonnen megafoon.
Voor de halve finale van de Koningin Elisabethwedstrijd 2011 (voor zang) werd Brewaeys verplichte werk Speechless song, being many, seeming one op een sonnet van Shakespeare door de internationale jury geweigerd omdat het 'te moeilijk' zou zijn.
De componist overleed op 56-jarige leeftijd na een jarenlange strijd tegen kanker. Hij noemde zichzelf "een man zonder aanleg tot kankeren en met een gevoel voor tumor".
In 2019, het jaar waarin hij 60 geworden zou zijn, werd Luc Brewaeys herdacht. In deSingel werd door MATRIX [Centrum voor Nieuwe Muziek] een minitentoonstelling over zijn leven en werk opgezet en met de concertreeks The Whisky Tour werden de 'whisky-werken' van Brewaeys weer onder de aandacht gebracht. The Whisky Tour was een initiatief van het Antwerp Symphony Orchestra, DeSingel, I SOLISTI, HERMESensemble, ChampdAction en het Koninklijk Conservatorium Antwerpen.

## Werk

### Klankkleur
In de muziek van Luc Brewaeys valt een bijzondere gevoeligheid voor klankkleur op, die doordringt in zowel zijn compositietechniek als in zijn instrumentenkeuzes. Die aandacht voor timbre hangt nauw samen met het spectralisme, een muzikale stroming die in de jaren 1970 vormgegeven werd door, onder anderen, de Franse componisten Tristan Murail en Gérard Grisey. Het basisprincipe van de spectrale muziek is de fysische analyse van klankkleuren. Naast de grondtoon klinken er voor elke klank heel wat Boventoonreeksen mee die het specifieke karakter ervan bepalen. Uit deze boventoonstructuren legt de spectrale componist klankvoorraden aan waarmee hij zijn muziek vormgeeft.

### Originele orkestraties
Luc Brewaeys startte al vroeg in zijn carrière met het componeren voor grote orkestbezettingen, waarmee hij uiterst originele klankencombinaties samenstelde. In totaal schreef hij acht symfonieën. In Symphony no.2 ‘Komm! Hebe dich…’ (1987) maken naast groot symfonisch orkest ook een olietank en een badkuip volwaardig deel uit van het instrumentenkorps. In het tweede deel van de derde symfonie, Symphony no.3 ‘Hommage’ (1991) staan ruisklanken centraal, waarmee hij de klankkleuren en klankcombinaties verregaand uitbreidt. In Talisker en Laphroaig (zijn vijfde symfonie) onderzoekt Brewaeys het fenomeen galm: in Talisker (1993) door middel van een dialoog met de resonerende architectuur, de spatiale opstelling van het orkest en het mobiele publiek (dat zich op de verschillende niveaus van de perrons en via de roltrappen voortbeweegt) en in Laphroaig (1993) voor twee orkesten met behulp van live elektronica en een luidspreker in elke hoek van de concertzaal. Nauw verbonden hiermee is Brewaeys’ fascinatie voor klok- en gongachtige geluiden met hun ‘long decay’ en enigszins onvoorspelbare klankstructuur. Hij gaf zijn zesde symfonie de ondertitel “…breathing beyond the shadows of bells…”.

### Bijzondere speeltechnieken
Ook via alternatieve speeltechnieken toverde Luc Brewaeys fantasierijk klankkleuren tevoorschijn. Niet zelden zocht hij de limieten van de muzikanten op of haalde hij hen volledig uit hun comfortzone. In OBAN (1996) voor basklarinet, fagot, hoorn, trombone, percussie, piano, altviool, cello en contrabas laat hij de laag klinkende instrumenten eerder hoge noten spelen en plaatst hij de houtblazers in de percussiesectie bij de watergongen en pauken. Eerder in Talisker (1993) doken de klarinettisten ook al op bij de pauken. Door met de klankbeker boven een paukenvel te spelen en de spanning van het vel via het pedaal te variëren, ontstaat een soort akoestisch phasing effect, gelijkaardig aan dat van een elektrische gitaar. In Si sentiva un po’stanco… (2001) voor solo trompet laat Brewaeys slechts zelden gehoorde klankaspecten van de trompet horen. Extreem trage glissandi, die haast onmogelijk zijn om uit te voeren, zorgen voor een virtuoos gevecht van de muzikant met de noten. Ook in Non lasciati ogni speranza… (1990) voor sopraan, saxofoon en orkest liet Brewaeys saxofonist Daniel Kientzy een versnelling hoger schakelen: naast de al moeilijke technische inspanning van het circulair ademhalen, bespeelt Kientzy de sopraan- en altsaxofoon gedurende zes minuten simultaan, eerst met een constante pedaaltoon in de altsaxofoon, vervolgens met twee onafhankelijke melodische lijnen om tot slot uit te monden in een lang aangehouden tweeklank. Volgend op deze samenwerking zouden Brewaeys en Kientzy de muzikale mogelijkheden van de saxofoon nog verder exploreren met werken als Very Saxy, Dirge for Dina (1991), Symphonie no.4 “Kientzyphonie” (1991-92) en Attention: Alto Solo! (1994).

### Elektronica
Wanneer een specifieke klankkleur niet met een instrument of object bereikt kan worden, vindt Luc Brewaeys oplossingen in de elektronica. Brewaeys’ interesse voor live elektronica valt reeds op in Trajet (1982) voor piano, ringmodulator en 11 instrumenten, een van Brewaeys’ eerste composities. In Again (1989) voor elektrische gitaar wordt een resonerende sfeer rond de gitaar gecreëerd door het toevoegen van echo-effecten en het artificieel wegnemen van de aanslag op de snaren door het manipuleren van de dynamiek, waardoor noch begin (attack) noch einde (graduele decay) van de toon waarneembaar is. In Laphroaig (1993) voor twee orkesten en live elektronica maakt Brewaeys behalve van een elektronisch opgewekt galmeffect ook gebruik van een ‘freeze-effect’ op ‘infinity mode’ waardoor hij een klank onbeperkt kan verlengen en, ongeacht hoe lang geleden die geklonken heeft, opnieuw laten klinken. Laag per laag kunnen daarmee ook nieuwe akkoorden opgebouwd worden. Die techniek past hij ook toe in Black Rock Unfolding (2009) voor cello solo, waarin soms een heel leger cellisten lijkt te spelen. Ook worden vooraf opgenomen en gemixte cellosamples in combinatie met resonanties van piano-, klokachtige en waterdruppelende geluiden toegevoegd. In Ni fleurs ni couronnes: Monument pour Jonathan Harvey (2013) wordt de solo viool eveneens van spookviolen en –klokken in vierkanaals audio vergezeld. De klokklanken zijn overigens niet afkomstig van echte klokken, maar van samples van de deksels van de potten en pannen uit Brewaeys’ keuken.

### Ritme & lyriek
Hoewel het spectralisme het compositorisch uitgangspunt voor de muziek van Luc Brewaeys vormt, wringt ze zich ook duidelijk uit dat vakje. Door de hoge concentratie op de verkenning van klankkleur ontwikkelt de spectrale muziek zich vaak traag en statisch, terwijl net beweging een sterk geëxploreerd concept is in Brewaeys’ muziek. Dat is zeker het geval sinds OBAN (1996), waarin hij die typische traagheid in contrast brengt met snellere delen. Ook in Cardhu (2008) stuwen veranderende tempi, accelerandi, ritardandi en toenemende korte snelle passages het werk levendig voort. Ook het lyrische aspect in muziek ontwikkelt Brewaeys verder dan collega spectralisten.

## Lijst van composities
- 2015 On a day
- 2014 Eppur si muove
- 2013 Ni fleurs ni couronnes : Monument pour Jonathan Harvey
- 2012 Fêtes à tensions : (les) eaux marchent
- 2011 Per André L. 80
- 2010 speechless song, seeming many, being one ‘Sonnet n° 8’ by William Shakespeare
- 2009 vogliamo inneggiare all’uomo
- 2009 Double Concerto
- 2009 Fred’s Hallucination
- 2009 Black Rock Unfolding
- 2008 Some Persistences of Music 1. “Spectral” – 2. “Radiant”
- 2008 Cardhu
- 2008 Shadows with Melodies
- 2008 Painted Pyramids
- 2008 3 Miniatures
- 2008 Nobody is Perfect ! (Frank Nuyts Fifty)
- 2007 Nobody is Perfect ! (Jonathan Harvey Sixty)
- 2007 Symphony n° 7
- 2007 Fantasia con tre canzoni popolare Napoletane
- 2006 L’uomo dal fiore in bocca Opera in one Act
- 2006 Mozart’s Ghosts
- 2005 Hermesfanfare
- 2005 Préludes Book II by Claude Debussy recomposed for orchestra
- 2005 Along the Shores of Lorn
- 2004 Préludes Book I by Claude Debussy recomposed for orchestra
- 2004 Utopia
- 2004 Symphony n° 8
- 2004 Stolen Silence
- 2003 Jocasta
- 2003 Haydn?
- 2003 I’ vidi / La vita fugge
- 2002 Come here, Ulysses
- 2002 5 Préludes from Book I by Claude Debussy recomposed for orchestra
- 2001 Si sentiva un po’ stanco…
- 2001 Benché nessuno.., sorride
- 2000 Credeva… in memoriam Franco DONATONI
- 2000 Violacello
- 2000 Symphony n° 6
- 1999 Nobody is Perfect ! (João Pedro Oliveira Forty)
- 1999 Schumann’s Ghosts
- 1999 Beyond the Deadline
- 1999 Metastudy
- 1998 Nobody is Perfect ! (Lukas Foss seventy-five)
- 1997 Fasten Seat Belts ! Nightmare for Orchestra
- 1997 Per Roberto F.
- 1997 Works by Frank ZAPPA
- 1997 Les Méandres de la Mémoire
- 1997 In between…
- 1996 OBAN
- 1996 Il fiume del tempo passava…
- 1996 Nobody is Perfect ! (André Laporte sixty-five)
- 1996 Nobody is Perfect ! (Michael Finnissy Fifty)
- 1996 Last Minute Piece
- 1996 Introduction
- 1995 “… far !..”
- 1995 Bowmore String Quartet nr. 2
- 1994 Attention : Alto Solo!
- 1994 Le Chant de la Sirène
- 1993 Unicorn Telex
- 1993 Laphroaig – Symphony n° 5
- 1993 Talisker
- 1992 Only Very Unusual Matters
- 1992 Le Concert Music for a film by Samy BRUNETT
- 1992 Kientzyphonie (Symphony n° 4)
- 1992 Jocaste’s (grand-) daughter
- 1991 Dirge for Dina
- 1991 Jacquerie – Jacques qui rit
- 1991 Dalì’s Dream?
- 1991 Antigone Lyric Tragedy
- 1991 Knockando
- 1991 Symphony n° 3 : Hommage
- 1990 Very Saxy
- 1990 Non lasciate ogni speranza
- 1989 Pyramids in Siberia
- 1989 Namk’Cotts
- 1989 Metallofonie
- 1989 The Zappa Album. Works by Frank Zappa
- 1989 Réquialm
- 1989 String Quartet n° 1
- 1989 Again
- 1988 Aouellaouellaouelle!
- 1988 Immer weiter, oder..?
- 1988 Works by George GERSHWIN
- 1988 Cheers !
- 1987 Komm ! Hebe dich… (Symphony n° 2)
- 1986 Due cose belle ha il mondo: l’amore e la morte…
- 1985 .., e poi c’era… (Symphony n° 1)
- 1983 The Riddle of the Sphinx Music for a film by Jef CORNELIS
- 1982 Trajet
- 1982 Parametric Permutations
- 1981 Conuflinicty – 1 + 1 = 3
- 1977 Epitaphium

## Onderscheidingen
Brewaeys ontving verschillende compositieprijzen en componeerde in opdracht van meerdere binnen- en buitenlandse orkesten waaronder:
- 3e prijs van de Europese Wedstrijd voor Jonge Componisten voor “.., e poi c’era…” Symphony no.1 (Amsterdam, 1985)
- 1e prijs in de categorie jonge componisten van LaTribune Internationale des Compositeursde de L'UNCESCO voor “.., e poi c’era…” Symphony no.1 (Parijs, 1986)
- Prix de Musique Contemporaine du Québec (Montréal, 1988)
- 1e prijs van de Wedstrijd voor Europese Componisten van de Internationale Ontmoetingen voor Hedendaagse Muziek in Metz voor “Komm! Hebe dich…” Symphony no. 2 (1988)
- Prijs voor Muziek van de Vlaamse Gemeenschap (1989)
- SABAM-Prijs (1990)
- 1e prijs “Premio Musicale Città di Trieste” voor symfonische compositie voor “Symphony no.3: Hommage” (1991)
- Cultuurprijs “Blanlin-Evrart” van de KU Leuven (1999)
- Klara musicus van het jaar (2013)

## Discografie
- Antigone Lyric Tragedy (1991), op CD: Antigone (1992) door Ensemble Leporello, Brussel: Walpurgis Records [WPR 001]
- Jocaste’s (Grand)-daughter (1992), op CD: Konink & Andriessen - Notes 94 (1994), Brussel: Walpurgis Records [WPR 117]
- Trajet (1982), op CD: Quincunx (1994) door Champd’Action, Brussel: Megadisc [MDC 7869]
- Symphony No. 1 (1985), Symhony No. 2 (1987), Requialm (1989), Symphony No. 3 (1991), Non lasciate ogni speranza (1990), Symphony No.5 “Laphroaig (1993), op CD: Symphonic Works (1995) door Royal Philharmonic Orchestra of Flanders, Brussel: Cyprès [CYP 2609]
- Jaquerie/Jacques qui rit for Horn (1991), OBAN (1996), Dirge for Dina (1991), Le Chant de la Sirène (1994), Nobody is Perfect ! (André Laporte sixty-five) (1996), Attention! Alto Solo (1994), Per Roberto F. (1997), Due cose belle ha il mondo, l’amore e la morte (1986), Last Minute Piece for Oboe & Clarinet (1996), Talisker (1993), op CD: An introduction to Luc Brewaeys (1999) door Champd’Action, Brussel: Megadisc [MDC 7828/29]
- Cheers ! (1988), Dali’s Dream? (1991), Introduction (1996), op CD: Juniorenorkest Jeugd & Muziek Antwerpen (2001), Antwerpen: Youth & Music Antwerp [JOA 01]
- Préludes Book I by Claude Debussy recomposed for orchestra (2004), Préludes Book II (2005), op CD: Préludes by Claude Debussy (2005), door Royal Philharmonic Orchestra of Flanders, Talent Records [DOM 381004-05]
- Painted Pyramids (2008), Si sentiva un po’stanco…(2001), Black Rock Unfolding (2009), Les Méandres de la Mémoire (1997), OBAN (1996), Il fiume del tempo passava (1996), op CD: Luc Brewaeys (2010) door Champd’Action, Lummen: Etcetera Records [KTC 1408]
- Cardhu (2008), op CD: SPECTRA 20 years for the record door SPECTRA ensemble (2013), Brussel: Fuga Libera
- Along the Shores of Lorn (2005), Symphony no. 6 (2000), op CD: Horizon 6 (2015) door Royal Concertgebouw Orchestra, Amsterdam: Rco Live [RCP 1 500 1]